# Nowe Choćkowce

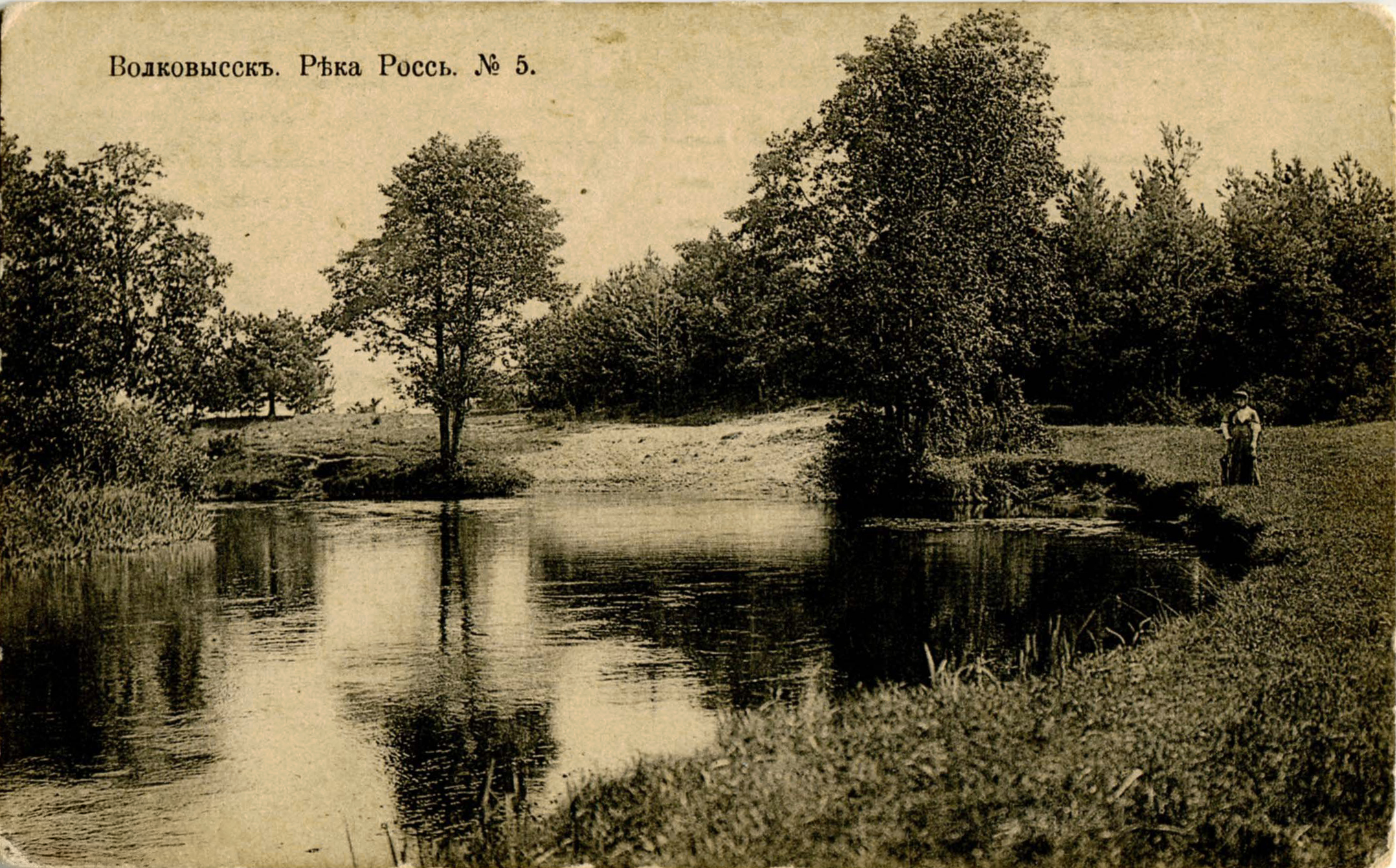
Rzeka Roś w rejonie Wołkowyska, 1910 rok

Nowe Choćkowce (biał. Новыя Хацькоўцы; ros. Новые Хотьковцы) – wieś na Białorusi, w rejonie wołkowyskim obwodu grodzieńskiego, około 9 km na południe od Wołkowyska.

## Historia
Wieś Nowe Choćkowce powstała w 1966 roku jako siedziba kołchozu im. Zasłonowa, który urządzono w zabudowaniach będących pozostałościami po folwarku Choćkowce nad rzeką Roś. Wieś Choćkowce znajduje się 2 km na południowy zachód od dawnych zabudowań folwarku. Wieś Nowe Choćkowce rozrosła się i obecnie jej centrum znajduje się na drugim (prawym) brzegu rzeki.
Pierwsze wzmianki o Choćkowcach pochodzą z XVII wieku. Od XVIII wieku dobra należały do rodziny Jelskich herbu Pielesz. Adam Jelski, wojski wołkowyski, kupił w 1781 roku od Tadeusza Puchalskiego miejscowości Kosin i Łukawicę za 90 tysięcy złotych, a jego syn Tadeusz (zm. w 1876 roku) został właścicielem Choćkowców. Na przełomie XIX i XX wieku majątek o powierzchni około 600 hektarów był własnością Henryki Jelskiej (1858–1927), wnuczki Tadeusza, i jej męża Adama Eustachego Jelskiego (1838–1915). Po jej śmierci majątek został podzielony między ich córki, a Choćkowce dostały się jednej z nich, Janinie Wereszczakowej (1885–1948), która była ostatnią właścicielką majątku, do II wojny światowej. 
Po III rozbiorze Polski w 1795 roku Choćkowce, wcześniej należące do powiatu wołkowyskiego województwa nowogródzkiego Rzeczypospolitej, znalazły się na terenie powiatu wołkowyskiego (ujezdu), wchodzącego w skład kolejno guberni: słonimskiej, litewskiej i grodzieńskiej Imperium Rosyjskiego. Po ustabilizowaniu się granicy polsko-radzieckiej w 1921 roku wieś wróciła do Polski, weszła w skład gminy Biskupice powiatu wołkowyskiego województwa białostockiego, od 1945 roku – był w ZSRR, od 1991 roku – na terenie Republiki Białorusi.
Na terenie wsi Nowe Choćkowce stoi ograbiona kapliczka, ponadto są tu: siedziba leśnictwa, sklep, punkt felczersko-akuszerski, dom kultury i biblioteka.

## Dawny dwór
Siedziba kołchozu znajduje się w miejscu będącym pozostałościami po folwarku Choćkowce, nad lewym brzegiem rzeki Roś. Co najmniej do I wojny światowej istniał tu stary, rozległy, parterowy dwór modrzewiowy, pochodzący z końca XVIII wieku (prawdopodobnie po 1780 roku). W ciągu XIX wieku dwór został jeszcze bardziej rozbudowany, miał czterokolumnowy ganek, zwieńczony trójkątnym szczytem. Od strony ogrodu znajdował się centralny taras. Dom był kryty gontowym czterospadowym dachem. 
Nie wiadomo, kiedy dwór został zniszczony. Już w okresie międzywojennym rodzina właścicieli mieszkała w jednej z oficyn. Ze starych zabudowań do 1939 roku zachował się jedynie stojący nieopodal stary sześcioboczny, dwukondygnacyjny lamus, służący wtedy celom mieszkalnym. Do czasów dzisiejszych zachowało się parę innych elementów architektury z początku XX wieku: wybudowana w latach 1908–1909 oficyna i młyn, ponadto fragment zdziczałego parku. 
Dwór był otoczony przez park o powierzchni około 5,5 ha, w tym 2 hektary stawu (otaczający dom od północy i zachodu), z dużą liczbą sędziwych, liściastych i iglastych drzew.
Majątek w Choćkowcach jest opisany w 2. tomie Dziejów rezydencji na dawnych kresach Rzeczypospolitej Romana Aftanazego.